# الحرف (اب)

تعديل مصدري - تعديل

الحرف محلة تابعة لقرية حفاف، التابعة لعزلة المفتاح الاعلى بمديرية النادرة إحدى مديريات محافظة إب في الجمهورية اليمنية، بلغ تعداد سكانها 25 حسب تعداد اليمن لعام 2004.